# Léo Saladino
Léo Saladino (Grasse, 2 de agosto de 2002) es un deportista francés que compite en gimnasia artística. Ganó una medalla de plata en el Campeonato Europeo de Gimnasia Artística de 2025, en el concurso individual.

## Palmarés internacional
| Campeonato Europeo | Campeonato Europeo | Campeonato Europeo | Campeonato Europeo  |
| Año                | Lugar              | Medalla            | Prueba              |
| ------------------ | ------------------ | ------------------ | ------------------- |
| 2025               | Leipzig (Alemania) | Medalla de plata   | Concurso individual |